# اریک آدلرز
اریک آدلرز (انگلیسی: Erik Adlerz؛ ۲۳ ژوئیه ۱۸۹۲ – ۸ سپتامبر ۱۹۷۵) شیرجه‌رو اهل سوئد بود.
وی در مسابقات کشوری و بین‌المللی در مجموع برندهٔ ۲ مدال طلا، ۱ مدال نقره شده‌است.